# Le Métro
Le Métro je francouzský krátký film z roku 1934, který režírovali Georges Franju a Henri Langlois. Film dokumentuje provoz pařížského metra. Autoři jej natočili s vypůjčenou kamerou na tři kotouče 16 mm filmu.

## Děj
Film je složen téměř výhradně ze záběrů jedoucích souprav, nejčastěji v nadzemních úsecích metra.